# مشهد بارزجان
مشهد بارزجان (تفرش)، روستایی از توابع بخش مرکزی شهرستان تفرش در استان مرکزی ایران است.

## جمعیت
این روستا در جوار دهستان بازرجان قرار دارد و براساس سرشماری مرکز آمار ایران در سال ۱۳۸۵، جمعیت آن ۵۰ نفر (۲۵خانوار) بوده‌است.